# Лир (Бельгия)
Лир (нем. и нидерл. Lierо файле, фр. Lierreо файле) — город в Бельгии, расположен в провинции Антверпен. В состав муниципалитета Лир кроме самого города, также входит посёлок Конингсхойкт. Население муниципалитета — 32947 жителей, площадь — 49,7 км.
В черте города происходит слияния рек Большая Нете и Малая Нете. 

## Этимология
Происхождение названия Лир (Lier) дискуссионно. Скорее всего, оно относится к реке Нете (Nete) и илистой почве вокруг. Латинское название Lyra, суффикс которого (-ara), вероятно, происходит от германского или кельтского слова «река». По другому варианту, на название повлияли германские слова Ledo / Ledi, которое обозначает место вблизи слияния рек (в данном случае Малой и Большой Нете). Возможно название произошло от старого голландского слова laar (просека в лесу) или liere (парапет). Существует также сходство со шведским словом leira (илистой берег) либо с исландским leir (глина). Иной вариант происхождения — от германского hieura, обозначающего холмистую местность.
Рифмованное прозвание города (на диалекте) Lierke Plezierke приблизительно переводится как «Приятный Лирчик». Оно взято из брошюры, которую Феликс Тиммерманс написал в 1928 году в честь 50-й годовщины свадьбы соседней пары.

## История

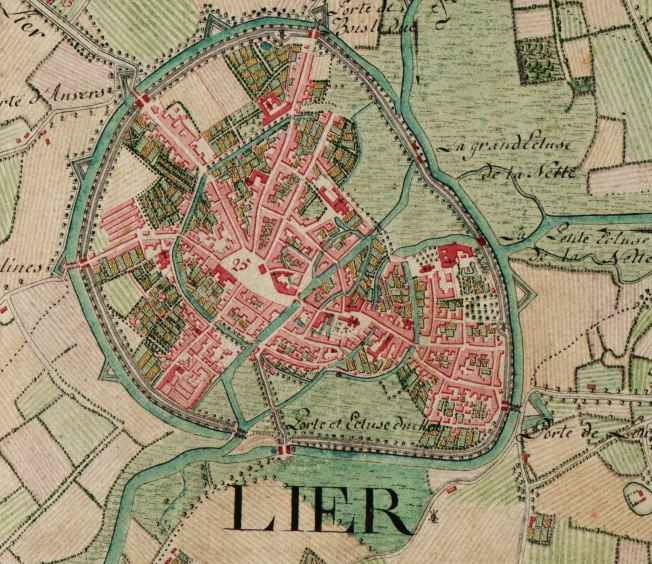
Лир на карте Феррариса, ок. 1775 год

Письменных сведений о Лире до VII века мало. Святой Гуммар родился в VII веке и умер 11 октября 714 года, был канонизирован в 754 году. В 1194 году Лиру был присвоен статус оппида (лат. oppidum), а в 1212 году получил муниципальные права. Бегинаж Лира основан в 1258 году и в 1998 году включён в Список всемирного наследия ЮНЕСКО. Последняя выжившая бегинка умерла в 1994 году.
В XIV веке герцог Жан II пожелал вознаградить Лир за присоединение к его борьбе с городом Мехелен и предложил городу выбор — либо разместить университет, либо скотный рынок. Город, выбрал рынок, на что герцог со вздохом сказал: «Ох, эти несчастные овечьи головы». Сегодня стадо бронзовых овец возле башни Зиммера служит напоминанием об этом судьбоносном решении. Университет был основан в городе Лёвен в 1425 году как один из первых и сегодня самых известных университетов Европы. Прозвище Schapekoppen («овечьи головы») до сих пор используется во Фландрии по отношению к жителям Лира.
20 октября 1496 года в Лире состоялось бракосочетание Хуаны Кастильской и Филиппа Красивого Габсбурга в коллегиальной церкви святого Гуммара. Этот брак оказал в будущем большое влияние на судьбу Западной Европы, поскольку родившийся у королевской четы Карл V стал правителем как Священной Римской империей так и Испанской империей.

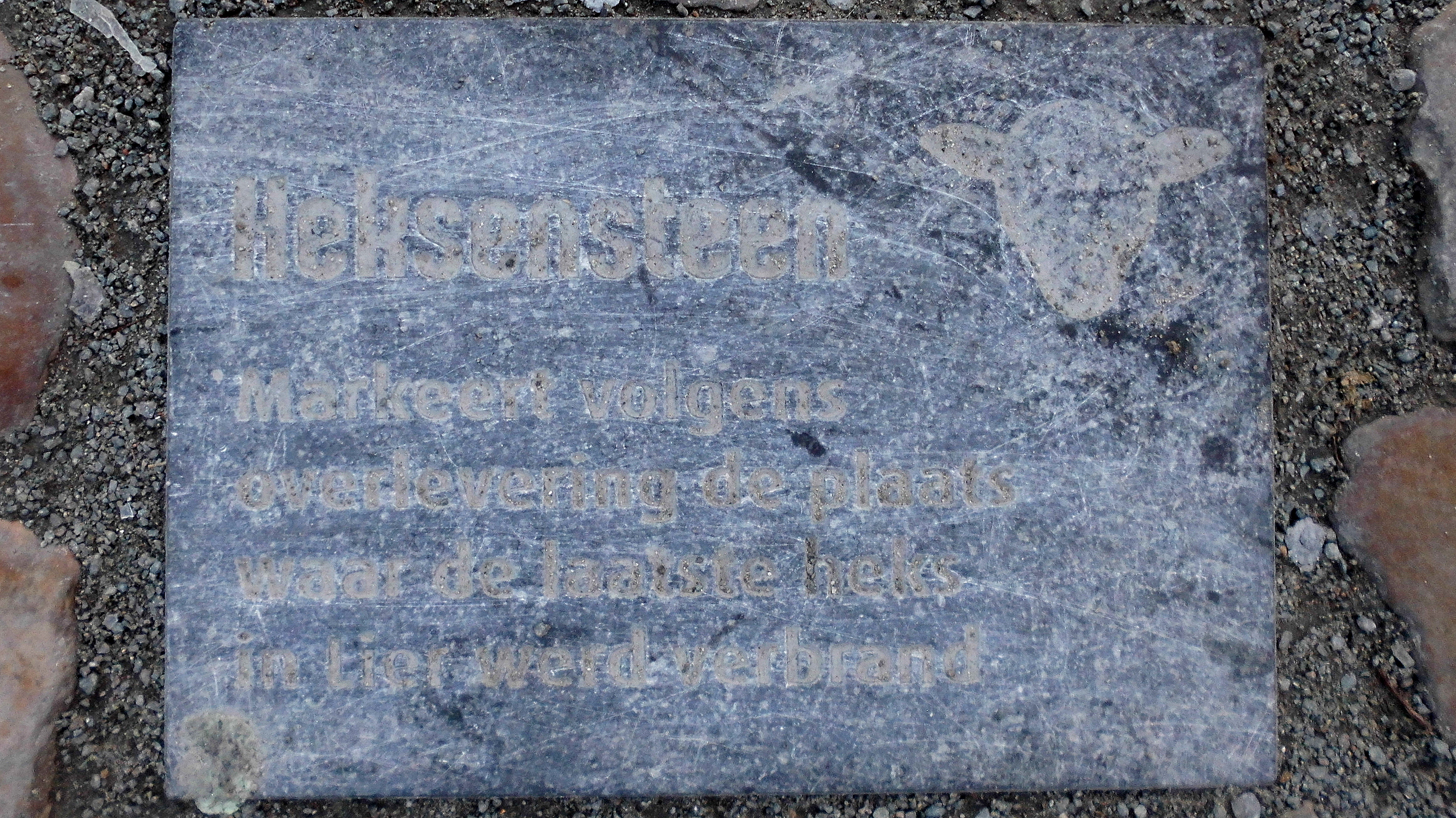
Ведьмин камень на рыночной площади

После изгнания из Дании местной знатью король Дании Кристиан II проживал в Лире с супругой Изабеллой (сестрой Карла V) до 1523 года, напрасно ожидая военной поддержки от своего шурина. Он снова попытался вернуть себе датский и норвежский престол, но был пленён и провёл остаток своих дней в заключении в датских замках Сённерборг (Sønderborg) и Калуннборг (Kalundborg). Изабелла умерла в 1526 году в замке Звейнарде.
На рыночной площади в 1974 году был установлен ведьмин камень (нидерл. Heksensteen), отмечающий место, где, по местным поверьям, в Лире произошла последняя казнь, связанная с колдовством.
В 1860 году на месте нынешнего здания мэрии был откопан скелет мамонта (ныне выставлен в Музее естественных наук, 3D-копия представлена в местном музее Лира), первый из обнаруженных в Западной Европе. До него был известен лишь скелет мамонта, выставленный Санкт-Петербурге.
В начале Первой мировой войны бельгийский король Альберт I и начальники штабов временно разместились в Лире перед отступлением в Темсе. Как часть Антверпенского укрепления, город значительно пострадал от немецкого артиллерийского огня, в результате чего многие средневековые сооружения города были уничтожены. Большинство средневековых сооружений, которые сохранились до сегодняшнего дня (включая ратушу и колокольню), являются копиями, построенными вскоре после войны.
В отстроенных в 1888 году артиллерийских казармах с 1955 по 1997 годы размещалась Королевская кадетская школа. Известным выпускником этой школы стал бельгийский космонавт Франк Де Винне. В 1998 году город выкупил казармы и разместил там мэрию и полицейское управление. Перед зданием выставлены два артиллерийских орудия, как напоминание о прошлом здания. Лир является городом-покровителем Второго артиллерийского полка бельгийской армии (теперь именуемого Артиллерийским батальоном).

## Транспорт
Хотя Лир стоит на реке, ныне суда не ходят через центр города, так как вокруг города прорыт окружной канал. Лир — железнодорожный узел. Здесь сходятся несколько железнодорожных лучей: в Антверпен, в Хасселт и Льеж, в Херенталс и Тюрнхаут, в Нерпелт и Мол. С близкими окрестностями город связывает множество автобусных линий.
Благодаря удобному транспортному расположению Лир также является коммерческим и торговым центром.

## Образование
В городе много средних школ с углублённым изучением определённых предметов, среди них есть довольно редкие направления, например, школа, совмещающая общее среднее образование и программу художественной школы.

## Экономика
В городе расположена штаб-квартира «Van Hool», мирового производителя автобусов. В Лире два основных футбольных клуба: «K. Lyra-Lierse Berlaar» и «Lierse Kempenzonen» (ранее известный как «KFC Oosterzonen», переехавший в Лир" в 2018 году).

## Достопримечательности
Город славится своим пивом (в том числе «Caves») и тортом Lierse vlaaikes.
- Церковь[нем.] Св. Гуммара в стиле брабантской готики, строилась на протяжении XIV, XV, XVI веков.
- Ратуша (1740, рококо), пристроенная к средневековой готической башне городского совета.
- Двор бегинок с церковью Св. Маргариты XVII века.
- Ратуша XVIII века в стиле рококо и колокольня XIV века, внесённая ЮНЕСКО в список колоколен Беффруа Бельгии и Франции[18].
- Башня Зиммера с астрономическими часами построена в 1930-х годах Луи Зиммером.
- Городской музей (прежде всего интересен коллекциями живописи и скульптуры).
- Центр текстильного искусства. В небольшой музейной экспозиции представлены образцы местного кружева[19].

## Персоналии
- Феликс Тиммерманс (Леопольд Максимилиан Феликс Тиммерманс англ.  Felix Timmermans  (5 июля 1886 года, Лир (Бельгия) — 24 января 1947 года, Лир) — бельгийский, фламандский писатель и художник, переводчик. Писал на нидерландском (фламандском) языке. Трижды номинировался на Нобелевскую премию по литературе[20].
- Корнелис де Би — фламандский ритор, писатель.
- Ян Кулеманс — бельгийский футболист, легенда клуба «Брюгге».
- Франк Де Винне — бельгийский космонавт.

## Галерея

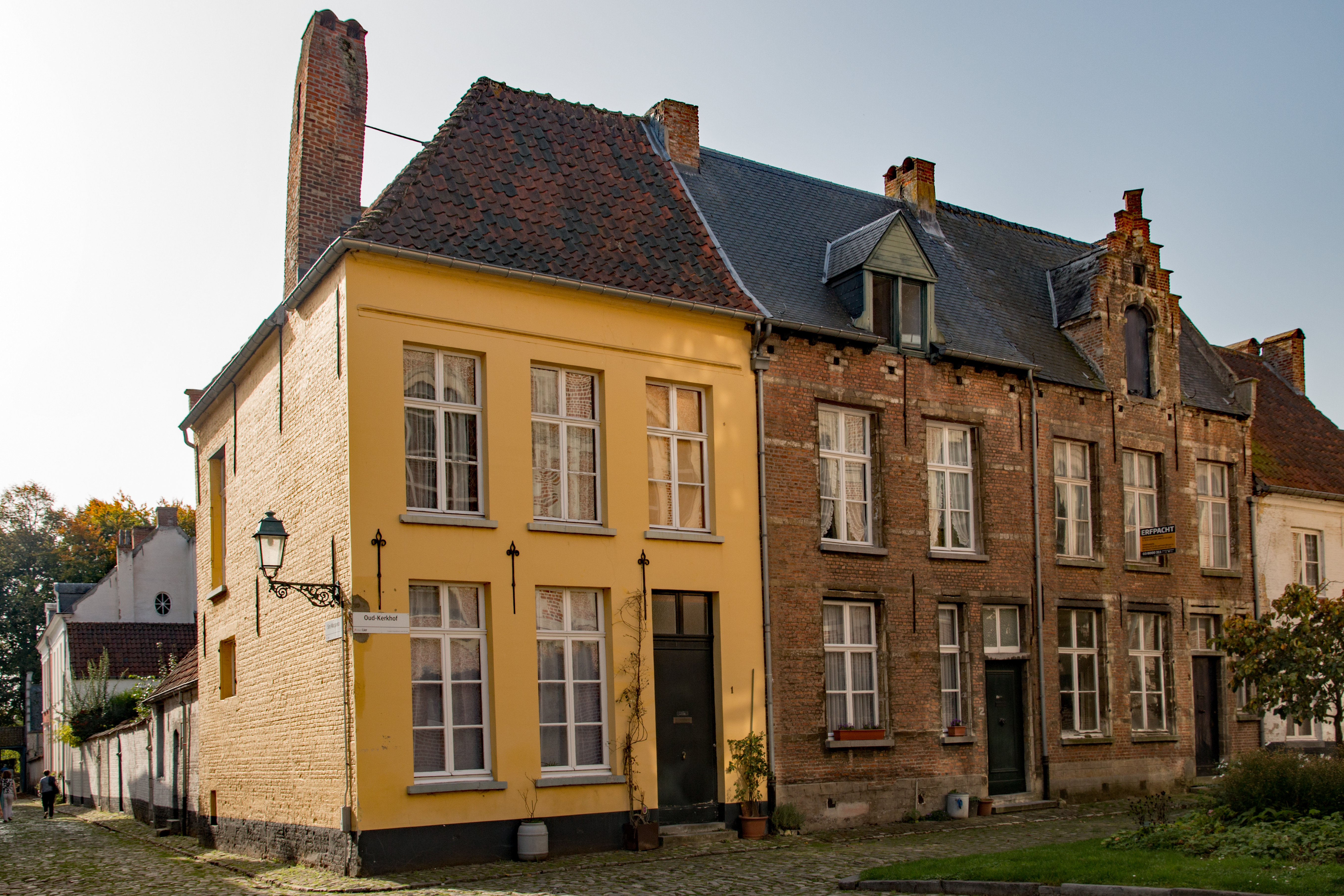
Бегинаж
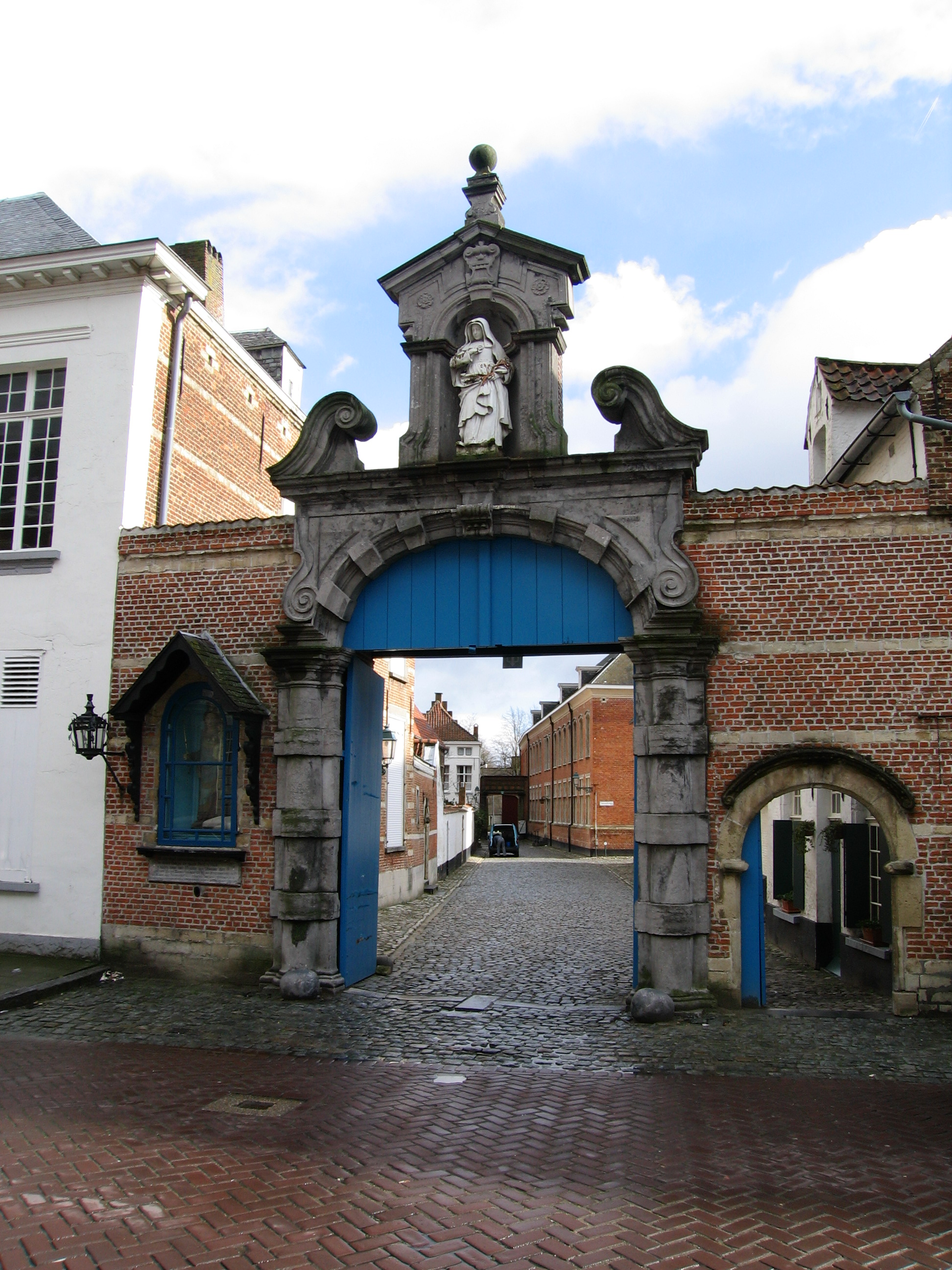
Вход во двор бегинок
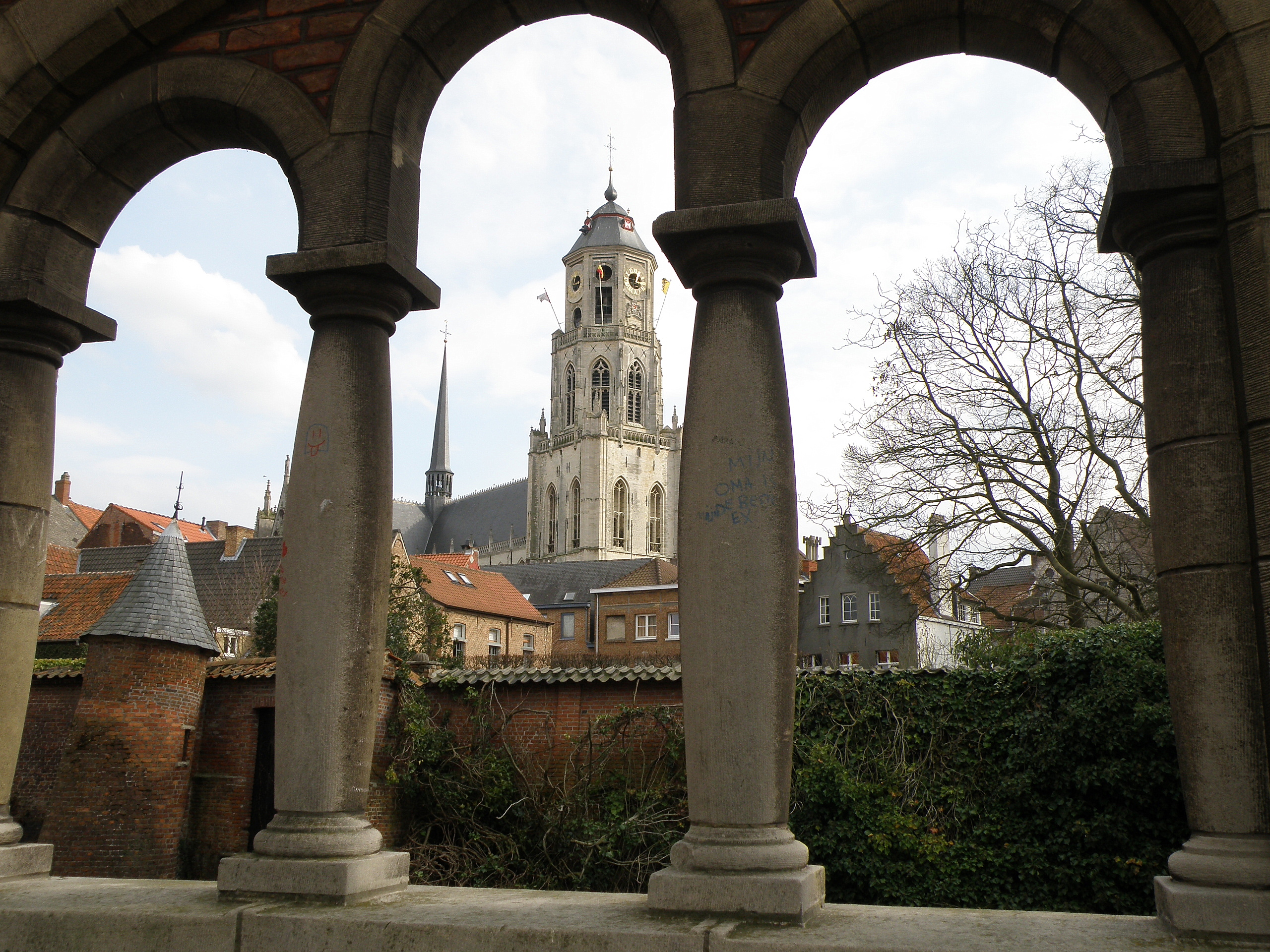
Церковь[нем.] Св. Гуммара
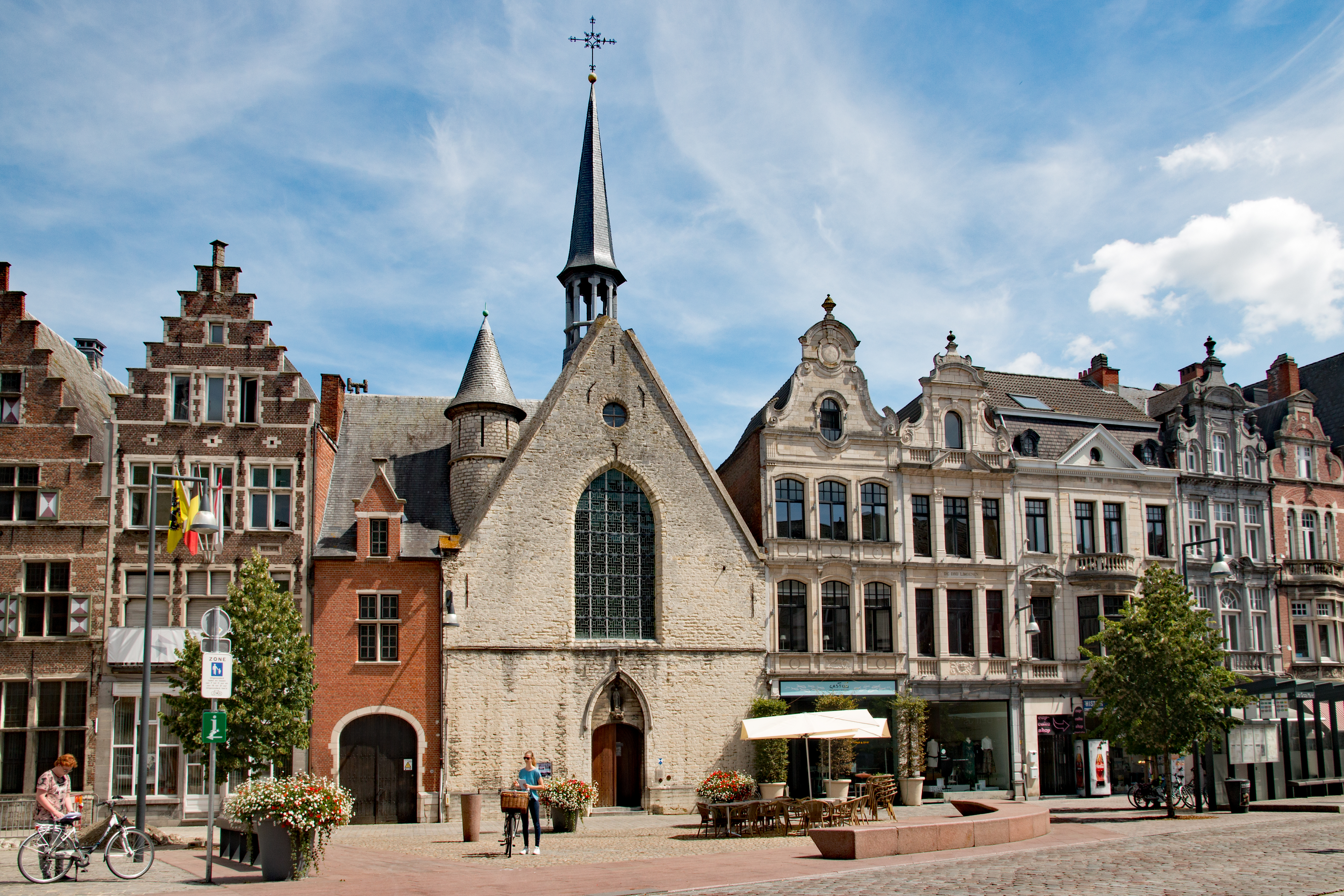
Главная площадь
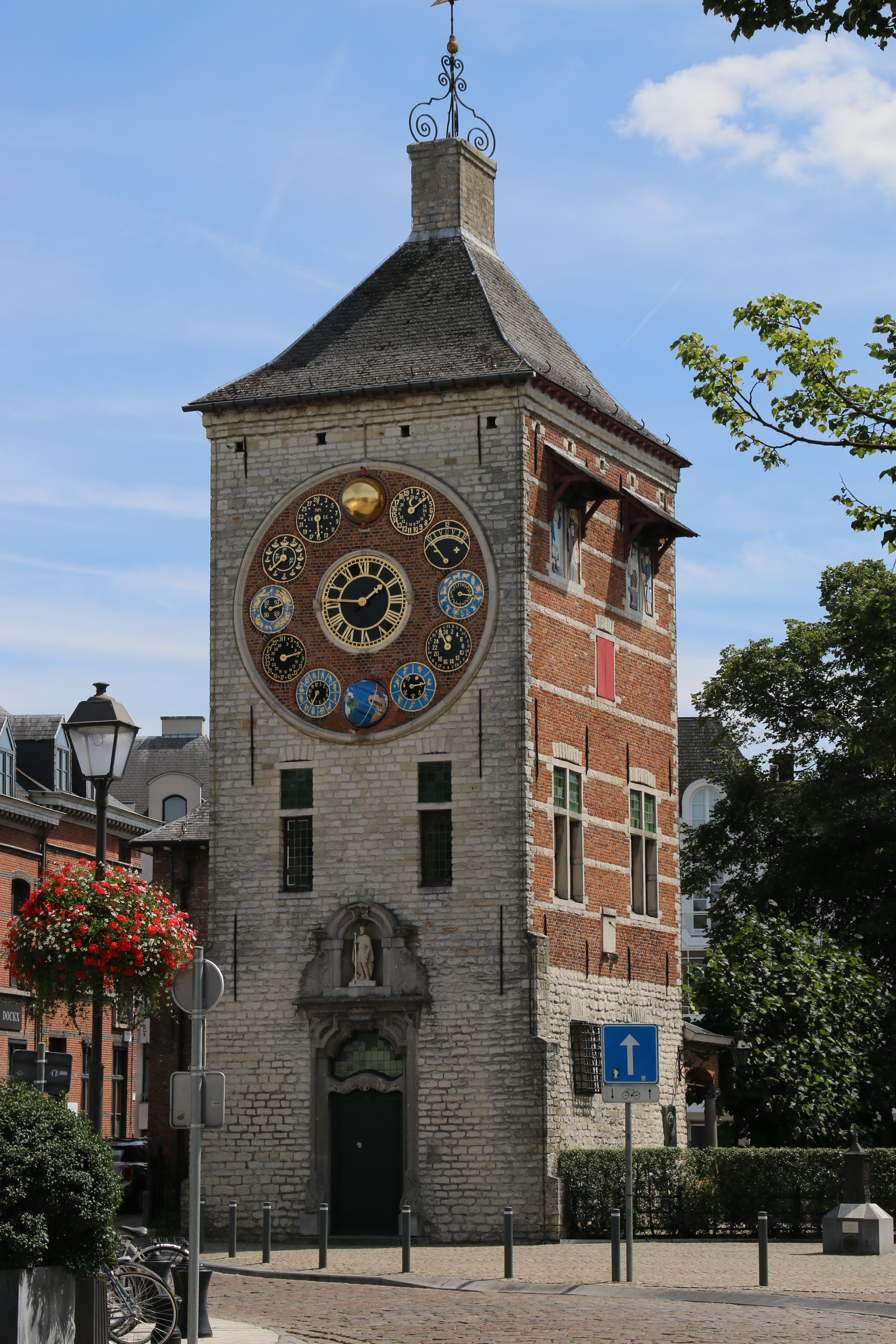
Башня Зиммера
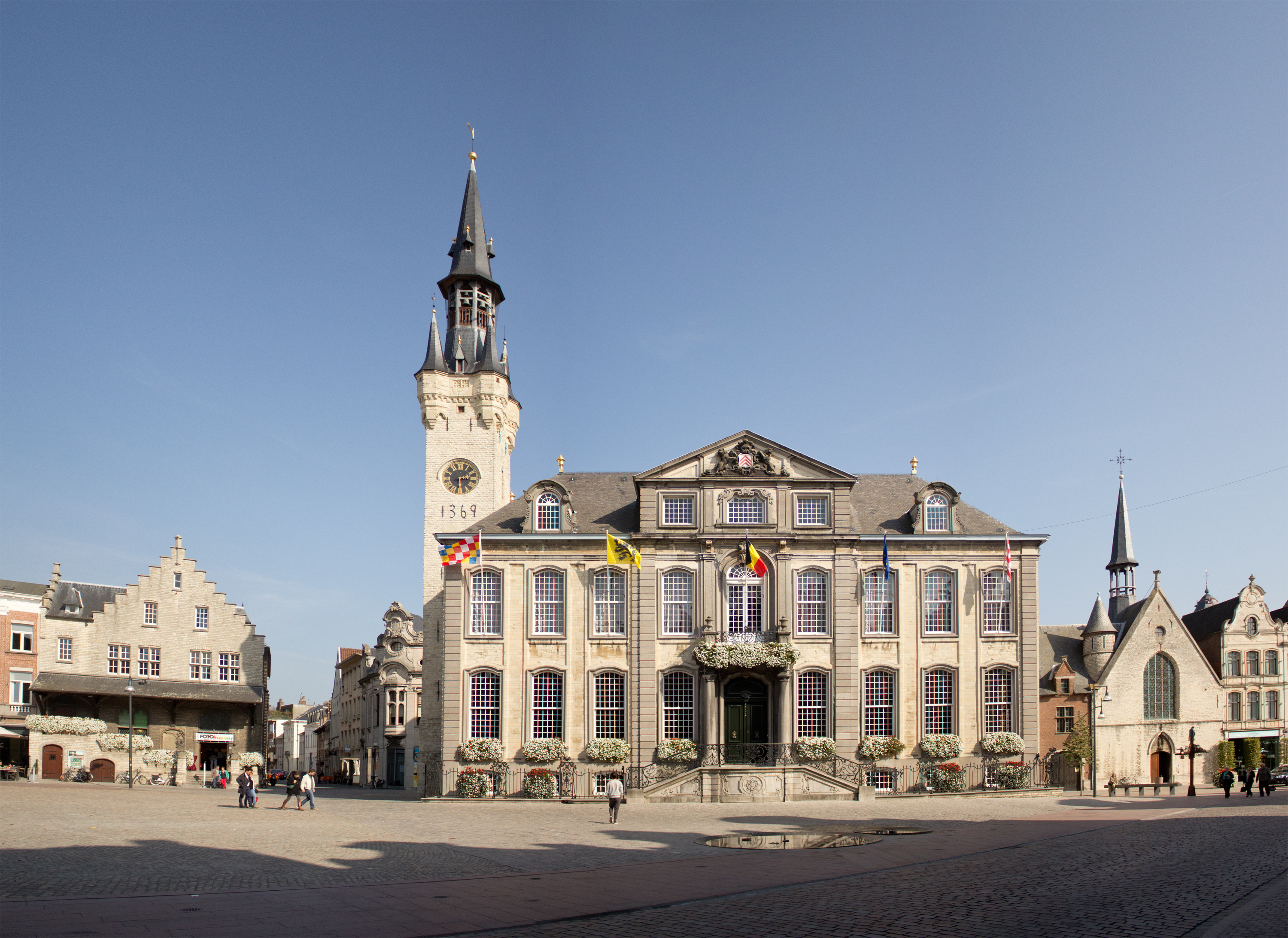
Ратуша и Колокольня
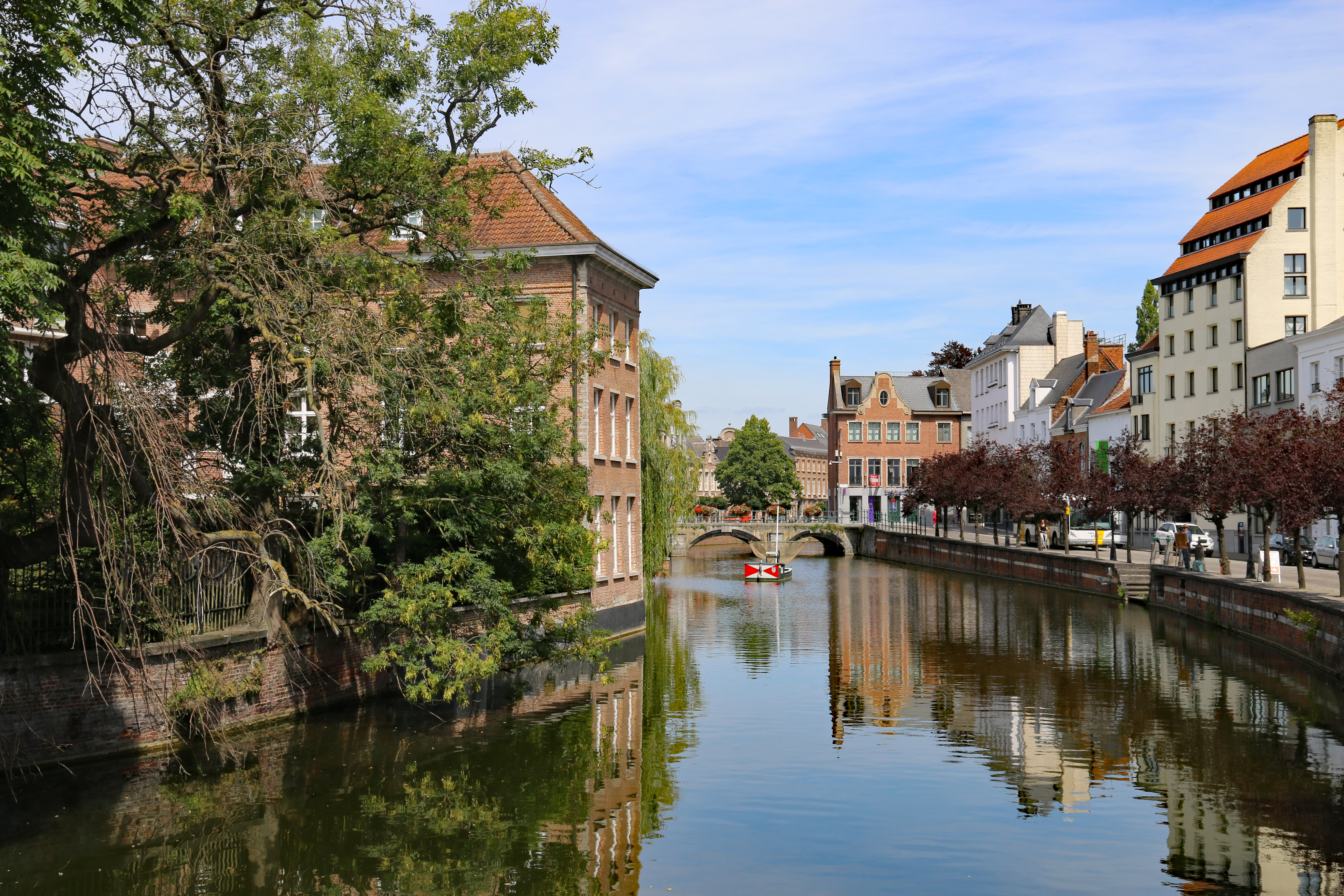
Набережная